# Saint-Gély-du-Fesc
Saint-Gély-du-Fesc è un comune francese di 8 939 abitanti situato nel dipartimento dell'Hérault nella regione dell'Occitania, nel Sud della Francia.
Ad una quindicina di chilometri a Nord di Montpellier, sulla strada per Ganges.

## Società

### Evoluzione demografica
Abitanti censiti